# Маргарита Горанова
Маргарита Горанова е българска поп-певица.

## Биография
Маргарита Горанова е родена на 28 август 1947 г. в град Плевен. Пее от най-ранна детска възраст. До 10 клас Горанова пее в хор „Бодра смяна“, а след това – в Академията.
Завършва Естрадния отдел при Българска държавна консерватория в класа на Ирина Чмихова през 1973 г.
Прави първия си запис през 1972 г. – „Раздяла“ (м. Борис Карадимчев), още докато е студентка, а песента става „Мелодия на месец февруари“ за 1973 г. Първите ѝ концертни изяви са в увеселителните програми на „Културен отдих“ и „Балкантурист“. От 1976 до 1979 г. е солистка на оркестър „София“.
През 1983 г. „Балкантон“ издава първата ѝ дългосвиреща плоча – „Песен за двама ни“. От песните, които представя, на фестивали и конкурси са награждавани: „Колко е хубаво“ (м. В. Тодоров) – втора награда на фестивала „Златният Орфей“ през 1979 г.; „Песен за двама ни“ (м. Димитър Вълчев) – трета награда на същия фестивал, но през 1980 г.; „Кой ни връща“ (м. П. Петров) – награда на публиката на конкурса „Песни за морето, Бургас и неговите трудови хора“. Гастролирала е в Германия, Полша, Сърбия, Чехия, Русия, Куба и Монголия. Участвала е във филма „Селянинът с колелото“. Оттегля се от сцената точно на 50 години, които не успява да отпразнува, нито да издаде запланувания си юбилеен албум. Певицата прекарва онкологично заболяване, което я откъсва от сцената, но излиза от него като победител.
От 2010 г. Маргарита Горанова работи в Народно читалище „П. К. Яворов – 1920“ в район „Слатина“ в София, където създава и ръководи като вокален педагог студио за поп музика, което по-късно с разширяване на жанровото разнообразие прераства в Музикално студио „Таланти“ (клас по пеене), където обучава талантливи деца и млади хора. С решение на читалищното ръководство от 2013 г. поема като художествен ръководител създаването и утвърждаването на самодейната Фолклорната формация „Песен жива“.
За нея пишат песни композитори като Георги Костов, Тончо Русев, Зорница Попова, Морис Аладжем, Вили Казасян, Александър Йосифов, Мария Ганева, Иван Пеев, Любомир Дамянов и други.
През 2017 г. Маргарита Горанова отбелязва своята 70-годишнина с концерт. Той се състои на 24 ноември 2017 г. в Студио „Музика“ на концертен комплекс „България“ – София.

## Дискография
| Година | Албум                | Вид | Издател   | Каталожен номер |
| ------ | -------------------- | --- | --------- | --------------- |
| 1974   | „Маргарита Горанова“ | SP  | Балкантон | ВТК 3080        |
| 1980   | „Маргарита Горанова“ | SP  | Балкантон | ВТК 3550        |
| 1983   | „Маргарита Горанова“ | SP  | Балкантон | ВТК 3675        |
| 1983   | „Песен за двама ни“  | LP  | Балкантон | ВТА 11214       |
| 1987   | „Не казвай нищо“     | LP  | Балкантон | ВТА 11942       |
| 1989   | „Присъда“            | LP  | Балкантон | ВТА 12381       |